# تجفيف (نسيج)
تجفيف النسيج إحدى العمليات الأساسية في صناعة النسيج، فلا تكاد تخلو عملية من استخدام الوساط المائي كوسط للصباغة أو الطباعة أو التبييض، إلخ. إن بقاء النسيج رطبا غير ممكن لأن البكتريا والعفن ستجدان فيه وسطا جيدا للتكاثر، فتتشكل بقع داكنة لا يمكن إزالتها في أغلب الأحيان.
والتجفيف هي إحدى العمليات التي تستهلك كمًا هائلاً من الطاقة كجزء من عمليات إنهاء النسيج، وأي تجفيف زائد سيكون هدرا للطاقة ويحمل النسيج كلفة زائدة. ولتحديد مقدار التجفيف الزائد، يجب فهم مصطلح «محتوى الرطوبة» لألياف النسيج، فلكل نوع من ألياف النسيج، الطبيعية منها والاصطناعية، محتوى من الرطوبة المتبقية خاصا بهذه الألياف، وأي تجفيف يزيل شيئا من هذه الرطوبة المتبقية يعد تسخينا إضافيا، لأن المادة النسيجية ستعود لامتصاص الرطوبة من الجو حالما تخرج من المجفف. ويعد قياس محتوى الرطوبة للمادة المجفَّفة معلمًا أساسيا في ضبط آلات التجفيف.
تنجز عملية التجفيف على مرحلتين، الأولى إزالة الماء الزائد ميكانيكيا، والثانية إعطاء طاقة لجزيئات الماء المتبقية في النسيج لكي تتبخر. وإزالة الماء بالحرارة مكلف جدًا ولذلك من المهم أن تكون عملية التجفيف المكيانيكية أكفأ ما يمكن.

## عملية التجفيف الميكانيكية
هي عملية إزالة أكبر كمية ممكنة من الماء (بالإنجليزية: de-watering)‏. وجميعنا نقوم بهذه الخطوة عند عصر الغسيل باليد من أجل التقليل من محتوى النسيج من الماء. وقد تطورت عمليات العصر لاحقا فاستخدمت العصّارة وهي من آلات العصر الميكانيكية المؤلفة من اسطوانتين تضغطان على النسيج وهو يمر بينهما على نحو مستمر. كما استخدمت النابذات (آلات الطرد المركزي) في تجفيف النسيج كما هو الحال في الغسالة الآلية في وقتنا الحاضر.
وهناك ثلاث أليات أساسية لعملية التجفيف الميكانيكية، وهي المعصرة، والنابذة، وشق الامتصاص.

### المعصرة
المعصرة (بالإنجليزية: mangling)‏ الهدف منها إزالة أكبر قدر ممكن من الماء، وعلى نحو منتظم ما أمكن. ومن مساوئ هذه الطريقة مشكلة انحناء الاسطوانات العاصرة، فعند تطبيق ضغط كبير على أطراف الاسطوانات، يتولد انحناء في الاسطوانات مما يقلل من الضغط في منتصف منطقة التلامس بين الاسطوانتين. هذا الفرق في الضغط يؤدي إلى تفاوت في العصر من الأطراف وحتى المركز. هذا الفرق في الضغط يعني اختلاف في نسبة العصر، وزيادة لمحتوى الرطوبة في الوسط، مما يعني زيادة في كمية المواد الكيميائية المتبقية في الوسط والتي كان الماء يحملها، كالأصبغة مثلا، مما يولد تفاوت في اللون بين طرفي النسيج ووسطه. يزداد انحناء الاسطوانات بزيادة طولها، وانقاص قطرها، وزيادة الحمل المطبق على أطرافها.
يمكن حل مشكلة انحناء اسطوانات العصر بتعديل التصميم قليلا، إما بجعل سطح الاسطوانة محدبا ليعوض الانحناء الناتج، أو بتعديل التصميم حيث يصنع محور يركب عليه قشرة اسطوانية ثم تغلف بغطاء من الفولاذ المقاوم للصدأ أو تغلف بالمطاط. هذا التركيب يقلل من الانحناء في الدرفيل. ويمكن استخدام الاسطوانة العائمة (بالإنجليزية: swimming roll)‏، وتحتوي هذه الاسطوانة على وسائد هيدروليكية تقوم بتوزيع الضغط على كامل عرض الاسطوانة.
يمكن تقليل نسبة احتباس الماء (وهي نسبة وزن الماء إلى الوزن الكلي للألياف الجافة) أثناء التجفيف بالمعصرة بالطرق التالية:
1. زيادة الضغط المطبق على الاسطوانات. ومن الصعب معرفة الضغط الفعلي المطبق على القماش بسبب صعوبة تقدير مساحة التماس بين الأسطوانتين، فالضغط يزداد باتجاه الخط المركزي لمنطقة التلامس.
2. زيادة قساوة غطاء الاسطوانة، مما يقلل من تشوه الاسطوانة في منطقة التلامس ويزيد من الضغط الفعلي. ولكن هناك حدود لهذه الزيادة، وخصوصا بالنسبة للألياف غير القابلة للانضغاط حيث تترك الاسطوانات القاسية الماء في الفراغات بين الخيوط.
3. زيادة درجة حرارة الماء في النسيج، مما يؤدي إلى تخفيض في لزوجة الماء فيسيل على نحو أسرع خارجا الفجوات في القماش.
4. تخفيض سرعة مرور النسيج، مما يزيد من الوقت المتاح لعملية العصر.
5. تخفيض قطر الاسطوانة، مما يزيد من الضغط الفعلي، ويقلل من عرض منطقة التلامس فيسهل خروج الماء. ولكن الفرق بين 50 و 15 سم في قطر الأسطوانات ينقص الاحتباس بمقدار 3% فقط.

### التجفيف بالطرد المركزي
يزيل الماء من الألبسة المصبوغة، والألياف السائبة، وشلل الخيوط، والأقمشة على شكل حبال. يغذى القماش داخل القفص وهو يدور ببطء من أجل توازن الحمولة. يمكن وضع الأنواع الأخرى في حقيبة أو شبكة توضع وتخرج باستخدام مرفاع وذلك لتقليل كلفة اليد العاملة.
يمكن تقليل احتباس الرطوبة إلى 15% وذلك وفقا لنوع الألياف. فمثلا: حوض الطرد المركزي ذو قطر 120 سم، يدور بسرعة 1440 د/د لمدة 10 دقائق يعطي تسارعا معياريا g مساويا 1390 (تسارع معياري بسبب الجاذبية على سطح الأرض وهو كمية لا بعدية) هذا يترك رطوبة متبقية في خيوط الأكريليك تقارب 6-8%.
من مساوئ هذه الطريقة:
- عملية تنفذ على دفعات على عكس العصر وشق الامتصاص.
- آلات ثقيلة.
- تستهلك الكثير من الطاقة (عندما تتسارع لأكثر من 1000 دورة في الدقيقة أو أكثر).
- يجب أن تعلق الآلات تعليقا جيدًا وأن يجهز لهذا الغرض تجهيزًا جيدًا.
- تسبب التجعدات التي قد لا يمكن إزالتها.

### شق الامتصاص
طريقة شق الامتصاص (بالإنجليزية: suction slot)‏: تتجعد الأقمشة عند استخدام جهاز الطرد المركزي أو تتضرر عند العصر بين اسطوانات العصر. الشق يكون في أسطوانة أفقية ذات قطر 20 سم تقريبا، مرتبطة في قعرها بأنبوب كبير القطر مزود بمرشح لترشيح الألياف السائبة ولحماية مضخة التفريغ. عرض الشق لا يتجاوز بضعة ميليمترات. الشق مصمم بحيث يحدث أكبر هبوط للضغط عبر القماش. يغطى الجزء المتبقى من الشق والزائد عن عرض القماش بالمطاط. تحدث إزالة المياه بسرعة كبيرة، ويحتاج القماش ليبقى فترة 1-2 ميلي ثانية فقط. إذن، اختلاف الضغط بين طرفي القماش يجبر الماء مدفوعا بتدفق الهواء من الدخول في الشق. تعد الطريقة ممتازة للأقمشة المنسوجة من الشعيرات المستمرة.
يمكن استخدام هذه الطريقة ضمن خط إنتاج مستمر، قبل المجفف مباشرة مثلا، ولكنها تستخدم عادة كآلة للإنتاج غير المستمر (نظام الدفعات)، فقد وجد أن مستويات احتباس الماء تزداد ازديادا كبيرا مع زيادة سرعة القماش من 6 إلى 9 م/د. إذا استخدم شق الامتصاص مباشرة مع حوض الغمر (الفولار)، فإن الامتصاص سوف يستخلص السائل الموجود في مسامات النسيج ويفتح الفراغات مما ينقص من نسبة التقاط النسيج للرطوبة (Wet pick-up). معظم السائل المتبقي سيكون في المكان الأكثر فائدة، وهو داخل الألياف. أما سائل الإنهاء فيمكن إرجاعه إلى حوض الغمر ليعاد استخدامه من جديد، طبعا بعد أن يفلتر من نسالة القطن (Lint)ا.
طريقة التجفيف بشق الامتصاص ذات مردود أكبر مقارنة بالعصر والطرد المركزي، ولكن يجب أن يكون القماش ذا نفاذية جيدة للهواء كي نحصل على نتائج جيدة بهذه الطريقة. فلا تكون الطريقة ناجحة مع الصوف الكتيم مثلا. وكلما كانت نسبة الألياف الاصطناعية أكبر كانت النتائج أفضل.
المزايا:
- جهاز بسيط، سهل التركيب.
- يمكن إعادة استخدام المحلول المسترجع.
- يكون محلول الإنهاء متجانس وفق المقطع العرضي.
- يمكن ضبط عرض فتحة الامتصاص لتناسب الأقمشة ذات العروض المتنوعة.

## عملية التجفيف بالتبخير
بعد عملية الغسل لجأ الإنسان على مر العصور إلى عصر النسيج باليد أو بالآلات، ثم يعلق ويترك ليجف في حرارة الشمس. وتبقى المواد النسيجية حاوية على الماء على وبين سطوح الألياف، فضلا عن تلك المحتجزة داخل الألياف، كما أن الهواء داخل البنية سيكون مشبعا ببخار الماء. إذن بعد إزالة أكبر قدر ممكن من الماء بالطرق الميكانيكية، يجب أن ننقل طاقة ما إلى الرطوبة المتبقية من أجل تسريع عملية التجفيف. تقدم الطاقة عادة كحرارة وتكون سرعة واقتصادية العملية محددة بآلية وفعالية انتقال الحرارة.
وهناك ثلاث طرق أساسية لانتقال الحرارة: الحمل الحراري، والتوصيل، والإشعاع.
بالإضافة إلى انتقال الحرارة، فإن إزالة بخار الماء من جميع الألياف هو أمر أساسي. وهذه حالة خاصة لما يسميه المهندسون بانتقال الكتلة. بما أن معظم ألياف النسيج تكون مرتبة على نحو متوازٍ، فإن الفراغات الشعرية بينها تعطي آلية لانتقال سريع للماء من المكان الرطب إلى المكان الأجف. وبما أن التجفيف يبدأ عادة عند السطوح الأكثر تعرضا للحرارة، تعد آلية انتقال الكتلة مهمة أثناء المرحلة الأولى من العملية.

### التجفيف بالحمل الحراري
هي أي عملية تجفيف يحمل فيها الهواء الحرارة إلى الألياف. يقوم مبدأ هذه العملية على دفع المراوح للهواء فوق مشعات ذات حرارة عالية قبل أن يصطدم بالألياف الرطبة. وهذا يسمى بالحمل القسري ويكون فيه انتقال الحرارة أسرع من الحمل الطبيعي عند درجة الحرارة نفسها، مثل التجفيف في فرن غير مزود بمروحة لتدوير الهواء. ويتناسب معدل التجفيف مع الفرق في درجة الحرارة بين الهواء والألياف.

### التجفيف بالتوصيل الحراري
هي ملامسة القماش لسطح ساخن، حيث يمرر القماش الرطب على اسطوانات متحركة من الفولاذ المقاوم للصدأ، ويتوقف معدل انتقال الحرارة على مقدار شد النسيج الذي يضمن تماسا جيدا مع المعدن الساخن، ولكن معدل انتقال الحرارة هو أكبر بكثير من طريقة التجفيف بالحمل. تسخن الاسطوانات إلى درجة حرارة ثابتة نتيجة تكاثف البخار داخلها. التجفيف بالأسطوانات ينعّم سطح النسيج معطيا مظهر القماش المكوي وهو مظهر غير مرغوب في أغلب الأحيان.
بما أن التبخر يكون معظمه من السطح المماس للأسطوانات فسيكون هناك هجرة للأصبغة نحو السطح. وإذا كانت سرعة الأسطوانات بطيئة، فهذا يؤدي إلى اختلاف غير مقبول في درجة الحرارة بين وجهي القماش، ولهذا تستخدم سرعة 60 م/د أو أكثر حيث نقلل من هجرة الأصبغة إلى حدود مقبولة عادة. يتلوث سطح الأسطوانات بالصباغ، والمواد المساعدة، ومواد الإنهاء عند تجفيف المواد النسيجية، لهذا تطلى سطوح الأسطوانات الأولى في بعض الأحيان بمادة متعدد رباعي فلورو الإيثيلين أو الاسم التجاري له التيفلون أو التيفال.
تصل درجة حرارة النسيج عند مروره على هذه الأسطوانات إلى درجة حرارة تقارب 80°م، ولا يمكن نظريا استخدام الاسطوانات من أجل تجفيف أقمشة الأكريليك التي تتضرر وتتشوه (تنشد، وتتسطح، وتتزجج فتصبح لامعة). ومن ناحية أخرى، هذه الطريقة مناسبة للأقمشة القطنية المنسوجة، طبعا إذا كان النقصان في عرض النسيج مقبولا.
تستخدم هذه الطريقة في التجفيف بعد التبييض، وبعد الصباغة وكتجفيف جزئي قبل الدخول إلى الرام.

### التجفيف بالإشعاع
- التجفيف بالأشعة تحت الحمراء: عند تسخين صفيحة ما وتصل إلى حد الاحمرار فإنها تبدأ بإصدار الأشعة تحت الحمراء. وهذه الصفيحة يمكن أن تسخن بالغاز أو بالكهرباء. وترتفع درجة حرارة النسيج حتى 100 درجة في جزء من الثانية، ما لم ينفث الهواء على النسيج لتسريع إزالة بخار الماء وتخفيض درجة الحرارة إلى أقل من 100 درجة مئوية. ويجب اتخاذ احتياطات سلامة لهذه الطريقة. فإذا كان القماش يتحرك ببطء أو توقف دون قصد فهناك خطر من نشوب حريق ولذلك من الضروري وجود احتياطات سلامة آلية. أكبر استخدام لهذه الطريقة هو التجفيف في الصباغة المستمرة للأقمشة المكونة من مزيج من القطن ومتعدد الإستر حيث يسخن النسيج مباشرة بعد تطبيق الأصبغة وقبل أي تلامس مع الأسطوانات الحاملة. معظم التجفيف سيكون عند سطح القماش مما يؤدي إلى هجرة الأصبغة، ولكنه أقل أهمية من طريقة التجفيف بالحمل الحراري. والأهم هو التخلص من العلامة التي تتركها أول أسطوانة حاملة.
- التجفيف بالأشعة الراديوية: يحدث انتقال الحرارة في النسيج، من السطح نحو الداخل، ببعض من الصعوبة بسبب الناقلية الحرارية الضعيفة للنسيج نفسه والتي تصعّب من تماثل درجة الحرارة في مجمل النسيج في وقت قصير. يعد التجفيف بالهواء الساخن لعبوات الخيوط، والمواد الأخرى كبيرة الحجم بطيئا لأن التسخين يحدث فقط عند السطح الخارجي، حيث ترتفع درجة حرارته ارتفاعًا كبيرًا قبل أن تبدأ المناطق الداخلية بالجفاف. أما في طريقة الأمواج الراديوية، فإن الحرارة تنشأ داخل المواد بكمية تتناسب مع كمية الماء داخلها. في حين أن عمق التجفيف باستخدام الأشعة الراديوية لا يتوقف على سماكة المادة المجفَّفة. ولهذا تستخدم هذه الطريقة في تجفيف عبوات الخيوط، والتوبس والألياف والشلل والملابس. ولهذه الطريقة عدة ميزات، أهمها التسخين المتجانس، وكون التسخين مستقل عن كثافة عبوات الخيوط، وحجمها، ولونها، ونسبة الرطوبة فيها. معظم أجهزة التجفيف ذات التردد العالي تعمل على توتر 10000-30000 فولت وتردد 13 أو 27 ميغاهرتز. هذا التردد يعني أن الحقل الكهرومغناطيسي يتبدل بما يزيد على 10 ملايين مرة كل ثانية.